# Universidade de Ancara
Universidade de Ancara (em turco: Ankara Üniversitesi) é uma universidade pública de Ancara, capital da Turquia. Foi a primeira instituição de ensino superior fundada na Turquia após a formação da república em 1923.
A universidade possui 40 programas profissionalizantes, 120 cursos de graduação e 110 programas de pós-graduação.

## Organização
As quinze faculdades da Universidade de Ancara são:
- Agricultura
- Ciências
- Ciências políticas
- Comunicação
- Direito
- Educação da saúde
- Engenharia
- Engenharia florestal (em Çankırı)
- Farmácia
- Letras
- Medicina
- Medicina Veterinária
- Odontologia
- Pedagogia
- Teologia